# إرنست زان
إرنست زان هو كاتب سويسري، ولد في 24 يناير 1867 في زيورخ في سويسرا، وتوفي في 12 فبراير 1952 في Meggen ‏ في سويسرا.

## وصلات خارجية
- إرنست زان على موقع IMDb (الإنجليزية)
- إرنست زان على موقع الموسوعة البريطانية (الإنجليزية)
- إرنست زان على موقع مونزينجر (الألمانية)
- إرنست زان على موقع كينوبويسك (الروسية)